# Haus Winnenthal

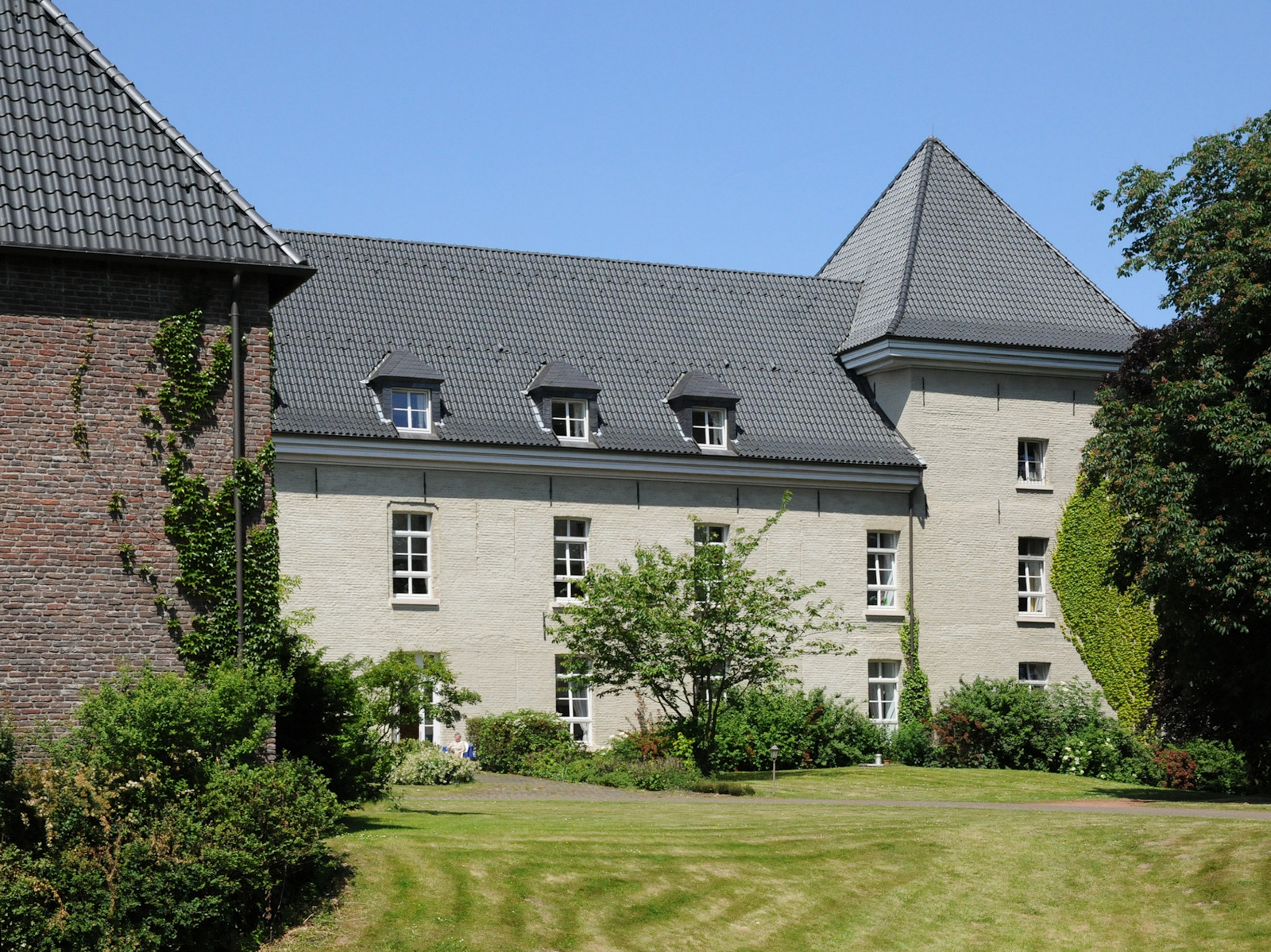
Herrenhausflügel

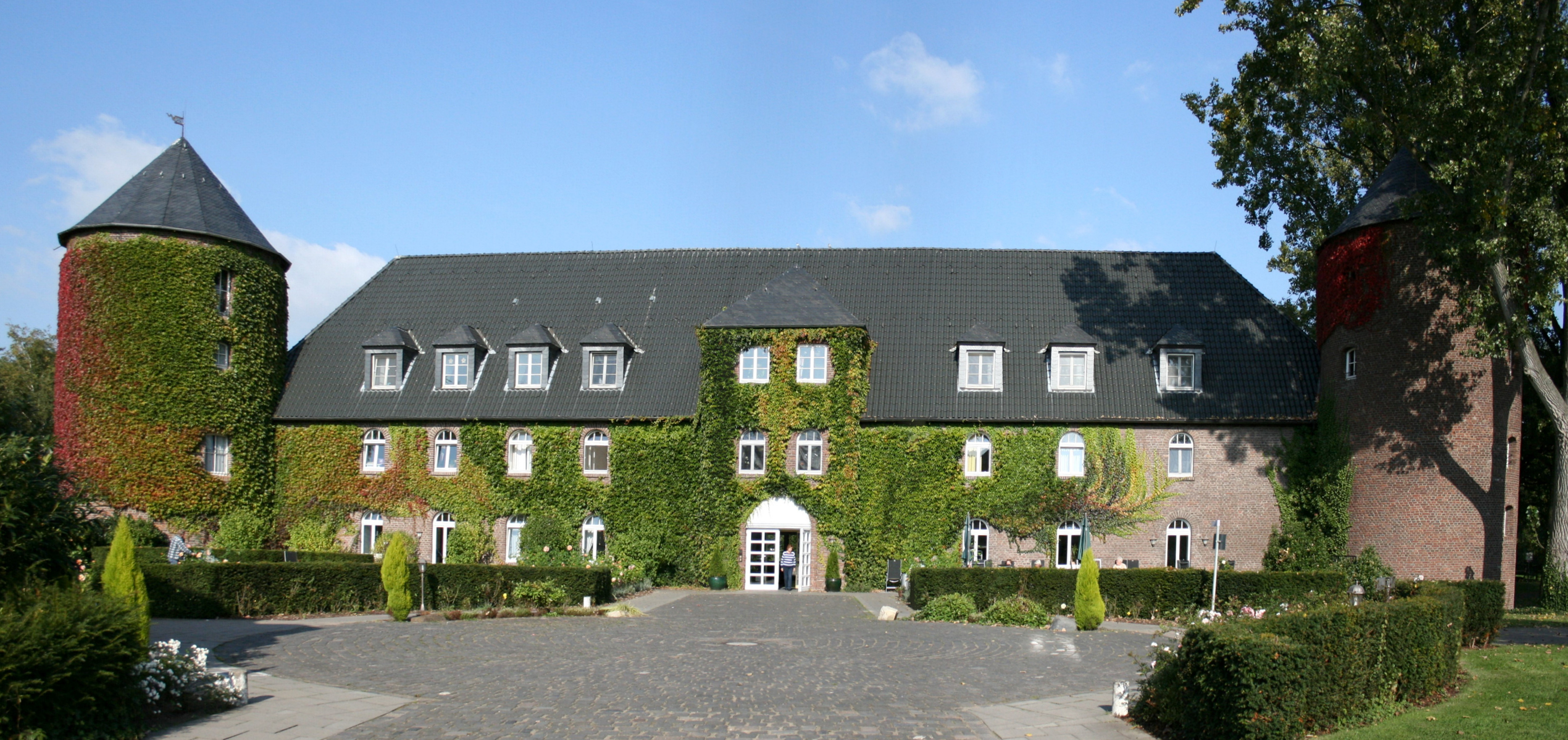
Eingangsfassade der Vorburg

Das Haus Winnenthal, auch Schloss Winnenthal und Burg Winnenthal genannt, ist eine Schlossanlage zwischen Unterbirten und Alpen-Veen im Xantener Stadtbezirk Birten. Wohl in der ersten Hälfte des 14. Jahrhunderts erbaut, gehört sie zu den ältesten erhaltenen Wasseranlagen am Niederrhein und war von besonderer strategischer Bedeutung, denn sie lag an der heute noch erkennbaren Landwehr, welche die Grenze zwischen dem Klever und dem Kurkölner Gebiet markierte. Ihre Blütezeit erlebte die Anlage im 15. Jahrhundert, als sie, umgebaut und erweitert durch den Klever Herzog Adolf II., durch dessen Sohn Johann und seine Frau Elisabeth von Burgund bewohnt wurde. In der ersten Hälfte des 19. Jahrhunderts zum Teil abgerissen, dienten die übrig gebliebenen Gebäude nachfolgend landwirtschaftlichen Zwecken. Nach schweren Beschädigungen im Zweiten Weltkrieg war das Herrenhaus lange Zeit eine Ruine, ehe es in den 1980er Jahren wieder aufgebaut wurde und nun gemeinsam mit der Vorburg als Seniorenresidenz genutzt wird.

## Bewohner und Besitzer
Als das Haus Winnenthal im 14. Jahrhundert erstmals urkundlich erwähnt wurde, befand es sich im Besitz der Klever Grafen, die den Jülicher Herzögen als Eigentümer nachgefolgt waren. Spätestens ab Ende des 14. Jahrhunderts diente es als klevischer Amtssitz; 1417 fand der Amtmann Lambert Pape urkundlich Erwähnung. Winnenthal diente neben der Burg Monterberg lange Zeit als Witwensitz. Der Heiratsvertrag Herzog Adolfs von Kleve aus dem Jahr 1399 bestimmte es zum Wittum für seine erste Frau Agnes, einer Tochter des deutschen Königs Ruprecht von der Pfalz. Am 24. Juni 1420 legte es der Klever Herzog dann als Witwensitz seiner zweiten Frau Maria von Burgund fest. Ab 1440 bewohnte Adolfs ältester Sohn Johann die befestigte Anlage. Für ihn und seine Frau Elisabeth von Burgund ließ der Herzog Winnenthal aus- und umbauen, ehe er sie ihm am 11. Mai 1448 abtrat.
In der ersten Hälfte des 16. Jahrhunderts kam die Anlage an die Familie von Wylich, denn Herzog Johann III. gab sie 1532 als Lehen an Theoderich von Wylich. Für mehr als 150 Jahre blieb Winnenthal als Lehen im Besitz dieser Familie. Im April 1533 wurde der klevische Erbhofmeister Dietrich (Derick) von Wylich mit dem Besitz belehnt. Ihm folgte 1570 sein Sohn Vinzenz als Lehnsnehmer. Nach zahlreichen Auseinandersetzungen mit Kurköln um Winnenthal, erhielt Kleve etwa Mitte des 16. Jahrhunderts endgültig die Jurisdiktion über das Gebiet. Bei einer Teilung des Wylichschen Besitzes unter den Brüdern Dietrich und Adolph Hermann im Jahr 1605 erhielt Letzterer unter anderem Winnenthal und wurde am 23. Januar des gleichen Jahres damit belehnt. Ihm folgte im November 1648 sein Sohn Dietrich Karl aus der Ehe mit Katharina von Palant. Dietrich Karls Enkelin Adriane Alexandrine Hermine Franziska brachte die Anlage 1701 in ihre Ehe mit dem Grafen Johann Arnold Edmund von Leerodt. Nach seinem Tod folgte der gemeinsame Sohn Hermann Franz am 28. Mai 1717 als Lehnsnehmer. Eine geborene Freifrau von Schilder, verheiratete Gräfin von Leerodt, war das letzte Mitglied dieser Familie, das mit Winnenthal belehnt war. Nach ihrem Tod im Oktober 1789 folgten mehrere Besitzerwechsel, ehe die Anlage an Christian Friedrich von Raesfeld kam. Dessen Nachfahrin Charlotte Friederike Antoinette von Raesfeld heiratete 1809 den Freiherrn Karl Kasimir von Reichmeister. Er vergrößerte den Besitz durch Ankäufe von 590 auf 1350 Morgen.
Am 26. August 1839 erwarb die Familie von Laak den Besitz, ließ einen Teil der vorhandenen Gebäude niederreißen und verkaufte ihn 1844 weiter an Johann Anton Schmitz auf der Hübsch, der sie fortan zu landwirtschaftlichen Zwecken nutzte. Seine Familie nannte sich nachfolgend Schmitz-Winnenthal. Ruth Underberg, deren Mutter aus dieser Familie stammte, wuchs auf Haus Winnenthal auf. In den 1980er Jahren wechselte die Anlage erneut den Besitzer: Erst erwarb sie der Kerpener Unternehmer Herbert Hillebrand und schließlich ein Investor, der sie zu einer Seniorenresidenz umbauen ließ. Als solche wird Haus Winnenthal auch heute noch unter anderem genutzt. Das Seniorenheim Burg Winnenthal ist zentraler Handlungsort des Romans Mädelsabend (2018) von Anne Gesthuysen.

## Baugeschichte
Die Wurzeln des Hauses Winnenthal sind in einer befestigten Anlage zu suchen, die von den Jülicher Grafen wahrscheinlich in der ersten Hälfte des 14. Jahrhunderts errichtet wurde. 1377 wird ein „neuer Saal“ urkundlich genannt, was auf den Ausbau einer schon vorhandenen Anlage schließen lässt. Nachdem Winnenthal in den Besitz der Klever Herzöge gekommen war, ließ Herzog Adolf die derweil heruntergekommenen Gebäude in den 1440er Jahren umfassend erneuern und zu einer zweiteiligen Wasserburg ausbauen. Sie bestand aus einer dreiflügeligen Kernburg und einer südwestlich davon gelegenen Vorburg mit zwei massiven Rundtürmen an den Ecken. Die beiden Gebäudekomplexe waren durch einen Wassergraben voneinander getrennt. 1446 erfolgte die Gründung einer dem heiligen Antonius geweihten Burgkapelle im Ostteil der Kernburg.

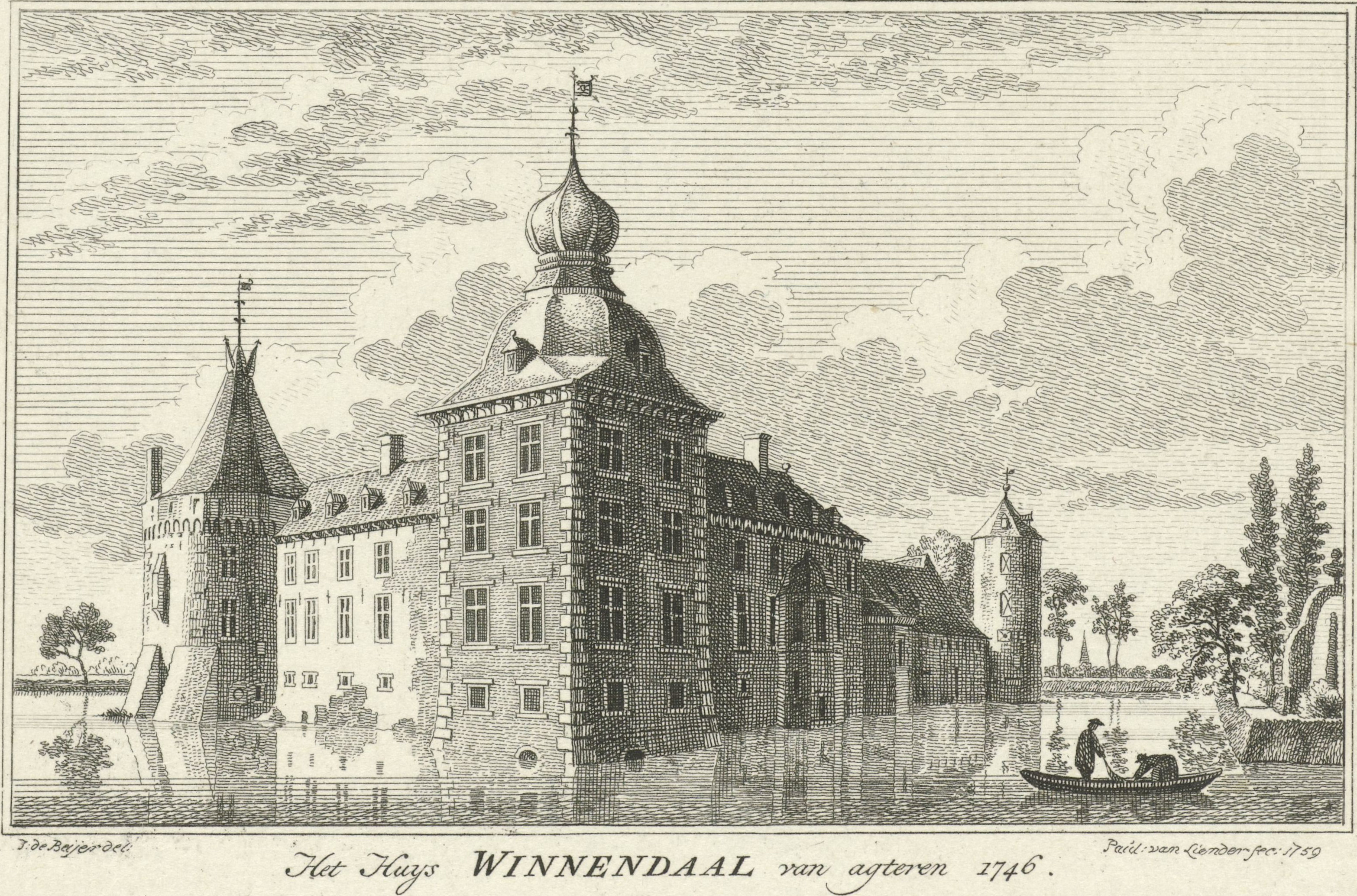
Haus Winnenthal 1746, Stich nach einer Zeichnung von Jan de Beijer

Um 1600 fand unter der Familie von Wylich eine Umgestaltung der Hauptburg zu einem Schloss im Stil des Barocks statt. Dabei erhielt der nördliche Eckturm des „castri nostri Winnendail“ eine geschweifte, zwiebelbekrönte Haube. Im Zuge der Arbeiten wurde wahrscheinlich auch der Graben zwischen Vor- und Kernburg zugeschüttet und zwei zweigeschossige Gebäude errichtet, welche die beiden Gebäudekomplexe miteinander verbanden. Der Baubestand nach den durchgreifenden Veränderungen ist durch zwei Zeichnungen von Jan de Beijer aus dem Jahr 1746 überliefert. Demnach war das Haus Winnenthal im 18. Jahrhundert eine großzügig angelegte Vierecksanlage, deren Ecken nach den vier Himmelsrichtungen ausgerichtet waren.
Karl Kasimir von Reichmeister errichtete vor 1822 südwestlich des Schlosses einen dreiflügeligen Wirtschaftshof in Hufeisenform. Unter der Familie von Laak erfolgte um 1840 ein Teilabbruch, bei dem der östliche Teil der Kernburg samt Ostturm und Schlosskapelle niedergelegt wurde. Weitere bauliche Veränderungen folgten, um die Vorburg für landwirtschaftliche Zwecke nutzbar zu machen.
Während des Zweiten Weltkriegs erlitt Haus Winnenthal 1945 schwere Zerstörungen, nach denen der verbliebene Nordwest-Flügel der Hauptburg nur noch als Ruine existierte. Lediglich seine Außenmauern waren noch erhalten. Bei seinem Wiederaufbau wurde die verloren gegangene, schiefergedeckte Barockhaube des Nordturms nicht wiederhergestellt, sondern durch das heutige Pyramidendach ersetzt.

## Beschreibung

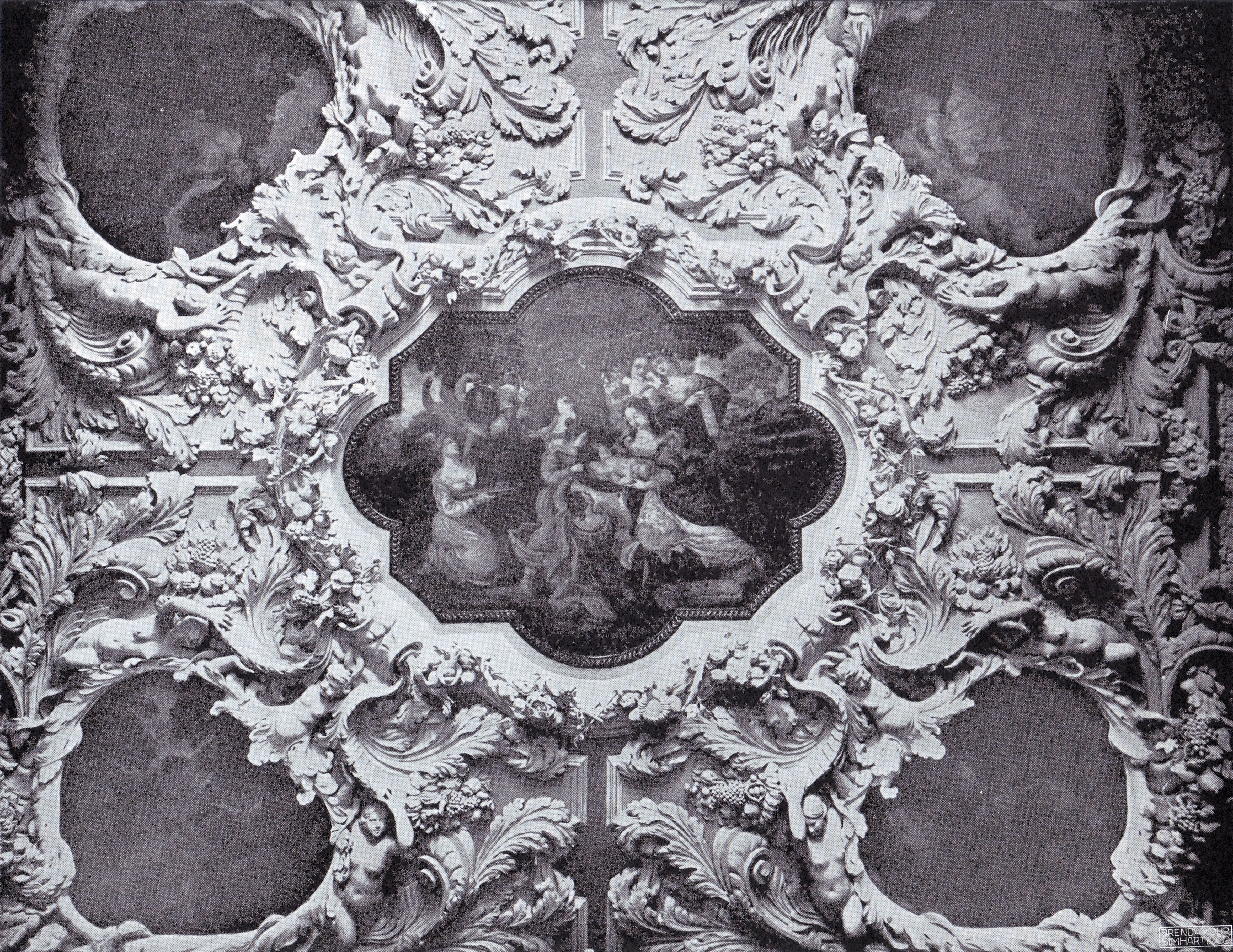
Stuckdecke im Herrenhaus

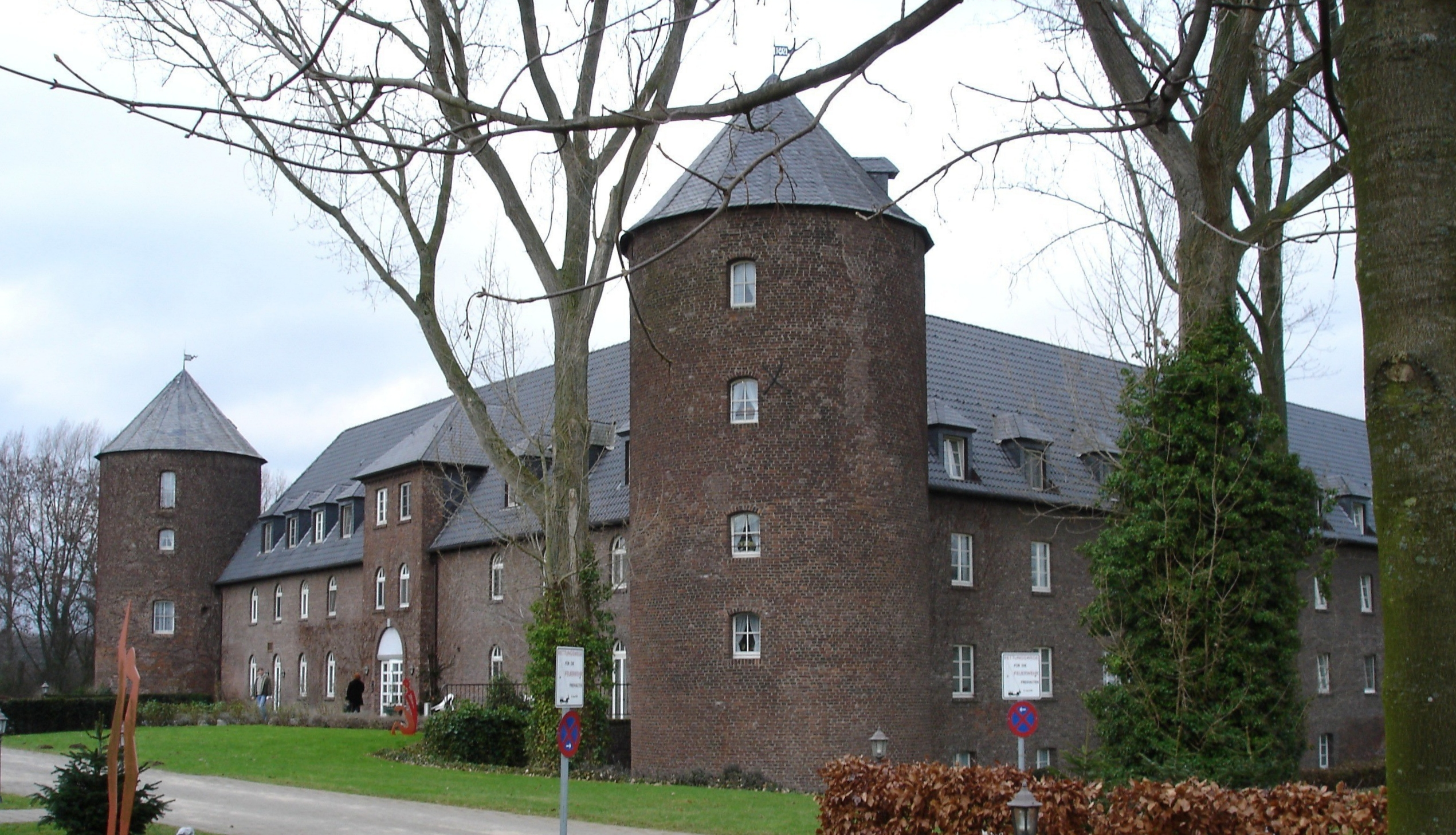
Vorburg, Südansicht

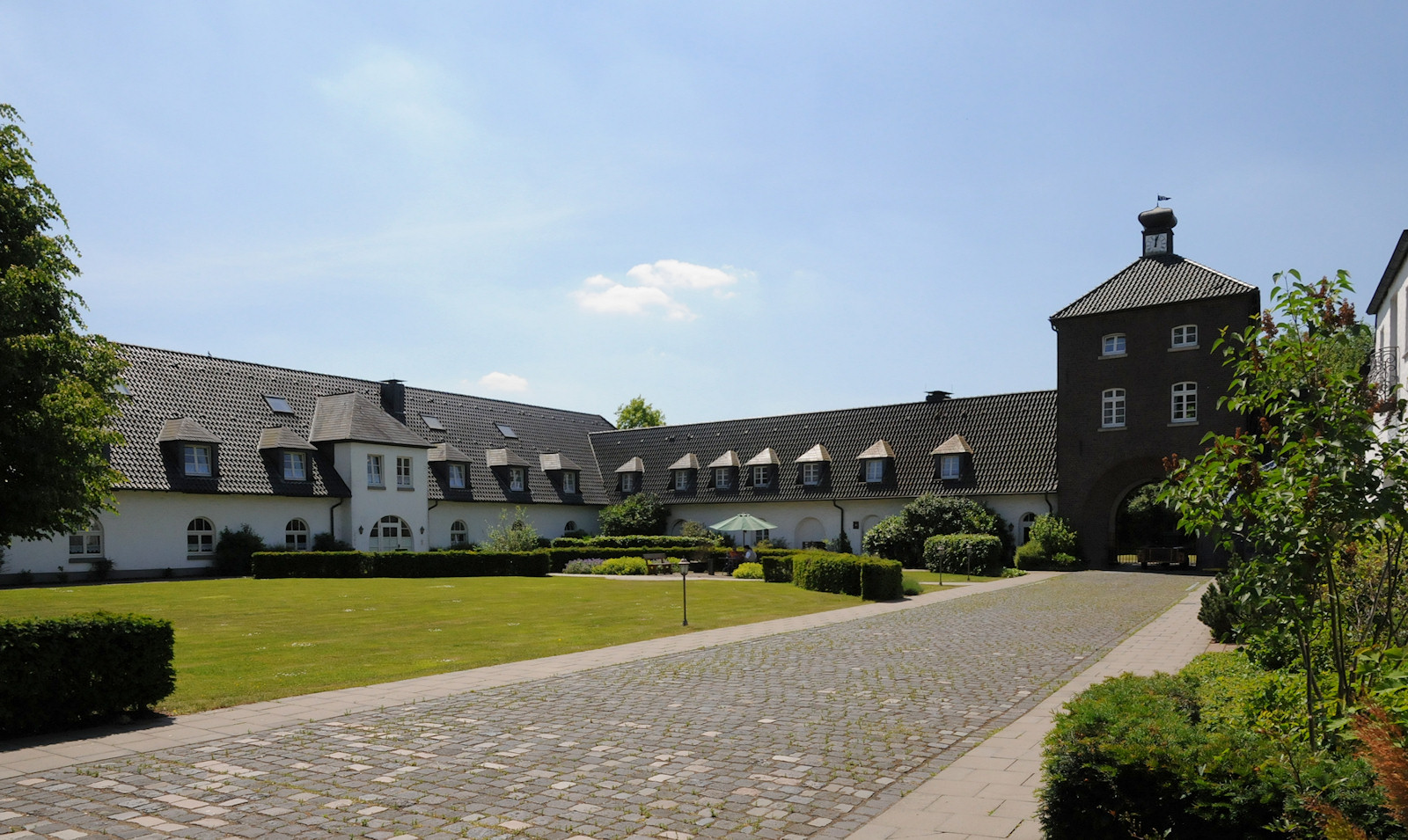
Wirtschaftshof

Das Haus Winnenthal besteht aus einer Vorburg, einem dreiflügeligen Komplex von neuzeitlichen Ökonomiegebäuden sowie dem Herrenhaus. Der Wassergraben, der die Anlage einst allseitig umgab, ist heute nur noch an der Nordwest-Seite erhalten.

### Herrenhaus
Das heutige Herrenhaus ist eigentlich nur der verbliebenen Nordost-Flügel der einstigen Kernburg. Der zweigeschossige Trakt besitzt sechs Fensterachsen und wird von einem Walmdach mit Gauben bedeckt. An seiner Nordecke steht ein mächtiger Vierecksturm mit drei Geschossen, die von einem pfannengedeckten Pyramidendach abgeschlossen sind. Das Mauerwerk der beiden Bauten besteht aus Backstein, der weiß verputzt ist. Früher waren die Ziegelmauern freiliegend und wiesen nur an den Ecken der Türme Putz auf, der eine Bossenquaderung imitierte. An der Südecke der einstigen Kernburg stand ein wuchtiger, zweigeschossiger Rundturm, dessen Fundamente ebenso wie die hofseitige Mauer des Südost-Traktes am Ende des 19. Jahrhunderts noch erhalten war.
Im Inneren der Hauptburg war aus kunsthistorischer Sicht besonders der Hauptsaal im Nordwest-Flügel erwähnenswert. Bis zu seiner Zerstörung 1945 besaß er eine üppig dekorierte Stuckdecke mit großen, weiblichen Tragefiguren, Putten und Festons. Allegorische Gemälde in den Ecken verkörperten die vier Jahreszeiten. Das zentrale Gemälde in der Deckenmitte stellte den Menschen in Form eines nackten Kindes als Mittelpunkt der Schöpfung dar, umgeben von reich gekleideten, üppigen Frauenfiguren. Die Decke war neben der in der Orangerie des Schlosses Benrath die einzige Barockdekoration dieser Art am Niederrhein.

### Vorburg und Wirtschaftshof
Die dreiflügelige Vorburg aus Backstein besitzt eine Hufeisenform und öffnet sich nach Nordosten in Richtung der einstigen Kernburg. Ihre grundlegende Gebäudedisposition resultiert aus Umbauten im 19. Jahrhundert, um die Gebäude für einen landwirtschaftlichen Betrieb nutzbar zu machen. Die älteste Bausubstanz findet sich in den beiden Rundtürmen an der Süd- und Westecke. Sie besitzen vier Geschosse und werden von einem polygonalen Dach abgeschlossen. Ihr heutiges Aussehen erhielten die Gebäude jedoch erst in jüngster Zeit, als sie für die Nutzung als Seniorenheim umgestaltet wurden. Trotz denkmalpflegerischer Vorbehalte wurden die drei Vorburgflügel modern überbaut und mit einer dritten Etage aufgestockt. Durch die zahlreichen Umbaumaßnahmen ging auch im Inneren jegliche originale Bausubstanz im Laufe der Zeit verloren.
Die Ökonomiegebäude des burgähnlichen Wirtschaftshofs liegen südwestlich der Vorburg und stammen aus dem ersten Viertel des 19. Jahrhunderts. Aus den dreiflügeligen, eingeschossigen Trakten mit weißem Putz sticht besonders der massige, unverputzte Torturm mit rundbogiger Tordurchfahrt hervor. Seine drei Geschosse erheben sich auf einem viereckigen Grundriss und werden von einem flachen Zeltdach mit abschließendem, zwiebelbekröntem Uhrtürmchen abgeschlossen.